# جاوا (شهرک)
جاوا (به لاتین: Java) یک منطقهٔ مسکونی در گرجستان است که در شهرداری جاوا واقع شده‌است. جاوا ۱٬۵۰۰ نفر جمعیت دارد و ۱٬۰۴۰ متر بالاتر از سطح دریا واقع شده‌است.